# Saint-Projet (Tarn y Garona)
 Saint-Projet  es una población y comuna francesa, en la región de Mediodía-Pirineos, departamento de Tarn y Garona, en el distrito de Montauban y cantón de Caylus.

## Demografía
| 325 | 296 | 266 | 262 | 249 | 257 |
| Para los censos de 1962 a 1999 la población legal corresponde a la población sin duplicidades (Fuente: INSEE [Consultar]) |     |     |     |     |     |